# Glaukozaur
Glaukozaur – rodzaj gada ssakokształtnego z rodziny ofiakodontów. Żył we wczesnym permie na terenie dzisiejszej Ameryki Północnej.